# Каландадзе, Кетеван
Кетева́н Каланда́дзе (груз. ქეთევან კალანდაძე, англ. Ketevan Kalandadze) — современная грузинская художница, член Союза художников Грузии.

## Биография
Кетеван родилась в Тбилиси. В начале 1990-х училась в Художественной школе Тоидзе. В 1998 году закончила Тбилисскую академию художеств, где училась на факультете монументальной живописи. В 2000 году Кетеван стала членом Союза художников Грузии. Первая персональная выставка её работ состоялась ещё в 1994 году, в самом начале её обучения в академии. Работы Кетеван хранятся в частных коллекциях в Германии, Израиле, Великобритании, Голландии, России и США. Отзывы о работах Кетеван опубликованы в таких изданиях как «Свободная Грузия», «Вечерний Тбилиси», «Аргументы и Факты», «ахали Епоха».

## Выставки
- 2002 — Персональная выставка в представительстве Аджарии в Тбилиси, Грузия.
- 2001 — Конкурсная выставка открыток в галерее «N», Тбилиси, Грузия.
- 1999 — Старая галерея, Тбилиси, Грузия.
- 1999 — Коллективная выставка «Молодые художники» в музее Карвасла, Тбилиси, Грузия.
- 1994 — Персональная выставка в галерее «Мерани», Тбилиси, Грузия.

## Публикации
- Есть целый мир в душе твоей // Аргументы и Факты. № 50 (482). — 14 декабря 2011
- Перед встречей в Батуми // ахали Епоха. — 11—14 мая 2001
- В мире цвета. // Свободная Грузия. — 13 октября 1999
- Весна на холсте. // Вечерний Тбилиси. — 9 декабря 1994
- Празднование любви. // Тбилиси — 16 декабря 1994
- Библиографический словарь современной Грузии. Художники и критики — 2000
- Цифровая энциклопедия Грузии, CD